# علی‌خان اسماعیلوف
علی‌خان اسماعیلوف (به قزاقی: Әлихан Асханұлы Смайылов؛ متولد ۱۸ دسامبر ۱۹۷۲) سیاستمدار قزاقستانی است که به عنوان نخست‌وزیر قزاقستان خدمت می‌کند. وی پیش از این و در زمان اسقار مأمن، معاون اول نخست‌وزیر بود. وی همزمان به عنوان وزیر دارایی از سپتامبر ۲۰۱۸ تا مهٔ ۲۰۲۰ خدمت کرد. اسماعیلوف پس از اعتراضات قزاقستان در سال ۲۰۲۲ از سوی رئیس‌جمهور این کشور به عنوان نخست‌وزیر جدید معرفی شد. نامزدی وی به اتفاق آرا در پارلمان این کشور تأیید شد.